# Minami Takahashi
Minami Takahashi (高橋 みなみ, Takahashi Minami, Hachioji, 8 de abril de 1991) é cantora e atriz japonesa. Ela foi membro do grupo Japonês idol AKB48 durante 10 anos e esteve presente desde a criação do grupo, pertencendo à Primeira Geração, até sua graduação em Abril de 2016. Fez parte do Team A e era capitã do mesmo. Também foi promovida para Gerente Geral do AKB48. Segundo o produtor Yasushi Akimoto, "Takamina é o AKB48", reconhecendo, assim, todo o esforço que ela fez e continua fazendo em nome do grupo. Ainda mais, Minami foi várias vezes eleita no Senbatsu Sousenkyou, ficando em 4º lugar em 2015, no último em que ela participou. Ela também fez parte da Sub-Unit no3b, junto das membros do AKB48 Haruna Kojima e Minami Minegishi.

## Carreira
Em Agosto de 2005, Minami Takahashi conseguiu ir para a final do 30° Concurso de Talento HoriPro, ficou entre as 15 finalistas mas acabou não conseguindo vencer a competição. Em Outubro do mesmo ano ela participou da primeira audição do AKB48, onde foi escolhida entre as 7 924 mil garotas inscritas e acabou por tornar-se uma das 24 a entrar no novo grupo. Segundo Tomonobu Togasaki, o administrador do Teatro do AKB48, dois diferentes fatores deram vantagem à Minami na competição, sendo: o fato dela ter nascido no dia 8 de Abril (no Japão lido como 4/8), além de também ter altura de 1,485 m, desta forma em ambas as medidas o numero 48 está presente.
Um pouco depois, em Dezembro de 2005, fez sua estréia com o grupo. Um fato curioso é que nas primeiras apresentações foram inesperadamente apenas 7 pessoas assistir as garotas. Entretanto, é a partir desse momento que a "Líder Takamina" começa a ganhar seus contornos, mostrando muita determinação e força de vontade.
Em 2008, os membros do no3b, incluindo Minami Takahashi, estrelaram o drama Men Dol. Sendo Minami interpretando Nami/Kai, uma das protagonistas da série.
Em 23 de Agosto de 2009, é oficialmente escolhida como capitã do Team A.
Minami também frequentemente representa o AKB48 em programas de TV como o conhecido Music Station e outros similares que o grupo costuma aparecer. Além de também participar efetivamente do conhecido MuJack e Shin Domoto Kyoudai.
No esperado show no estádio Tokyo Dome, no primeiro dia, é anunciado que takamina perde o posto de capitã do Team A, contudo, torna-se Administradora Geral do AKB48. No segundo dia é anunciado seu primeiro single solo, Jane Doe.
Em 08/12/2014, anuncia sua graduação, inicialmente para 2015 (quando o AKB48 completou 10 anos), mas seu concerto de graduação foi realizado em 27 de Março de 2016, no Estádio de Yokohama. Seu último stage com o AKB48 acontece em 08 de Abril de 2016.
Nel mese di dicembre 2018, Minami Takahashi ha annunciato al pubblico che è sposata con un generale che lavora nella società IT.

## Filmografia
| Ano  | Título                                        | Personagem         | Ref. |
| ---- | --------------------------------------------- | ------------------ | ---- |
| 2007 | Joshi Deka!                                   |                    |      |
| 2007 | Densen Uta                                    | Ai-chan            |      |
| 2008 | Saito San                                     | Kei Shinmi         |      |
| 2008 | Mendol                                        | Nami Kawachi (Kai) |      |
| 2010 | Majisuka Gakuen                               | Minami             |      |
| 2011 | Majisuka Gakuen 2                             | Keibuho            |      |
| 2011 | Hunter - Sono Onnatachi, Shoukin Kasegi       | Saori              |      |
| 2011 | Documentário de AKB48: To Be Continued        | Ela mesma          |      |
| 2012 | Documentário de AKB48: Show Must Go On        | Ela mesma          |      |
| 2013 | Documentário de AKB48: No Flower Without Rain | Ela mesma          |      |
| 2014 | Documentário de AKB48: The Time Has Come      | Ela mesma          |      |
| 2014 | Yume Haruka                                   | Sayaka             |      |
| 2015 | Majisuka Gakuen 4                             | Minami             |      |
| 2015 | Shingeki no Kyojin: Attack on Ttitan          | Soldado escoteiro  |      |